# Patokan (Situbondo)
Patokan is een bestuurslaag in het regentschap Situbondo van de provincie Oost-Java, Indonesië. Patokan telt 12.088 inwoners (volkstelling 2010).